# توماس د. إدواردز
توماس د. إدواردز (بالإنجليزية: Thomas D. Edwards)‏ هو دبلوماسي أمريكي، (ولد في فلويد في الولايات المتحدة أبريل 1849  م).